# Carl Johan Ek
Carl Johan Ek, född 11 oktober 1802 i Alseda församling, död 21 december 1859 i Linköping, Östergötlands län, var en svensk häradshövding.

## Biografi
Carl Johan Ek föddes 1802 i Alseda församling. Han var son till förste lantmätaren Magnus Justus Ek och friherrinnan Hedvig Sofia Falkenberg. Ek blev 1821 student vid Lunds universitet och avlade 1826 juridisk examen. Han blev 1838 borgmästare i Kristianstads stad och var riksdagsman vid riksdagen 1850–1851. Ek blev 1852 häradshövding i Vifolka, Valkebo och Gullbergs domsaga. Han avled 1859 i Linköping.

### Familj
Ek gifte sig 1839 med Sofie Euphrosyne de Berg.